# آزار و اذیت مردم هزاره در کویته پاکستان

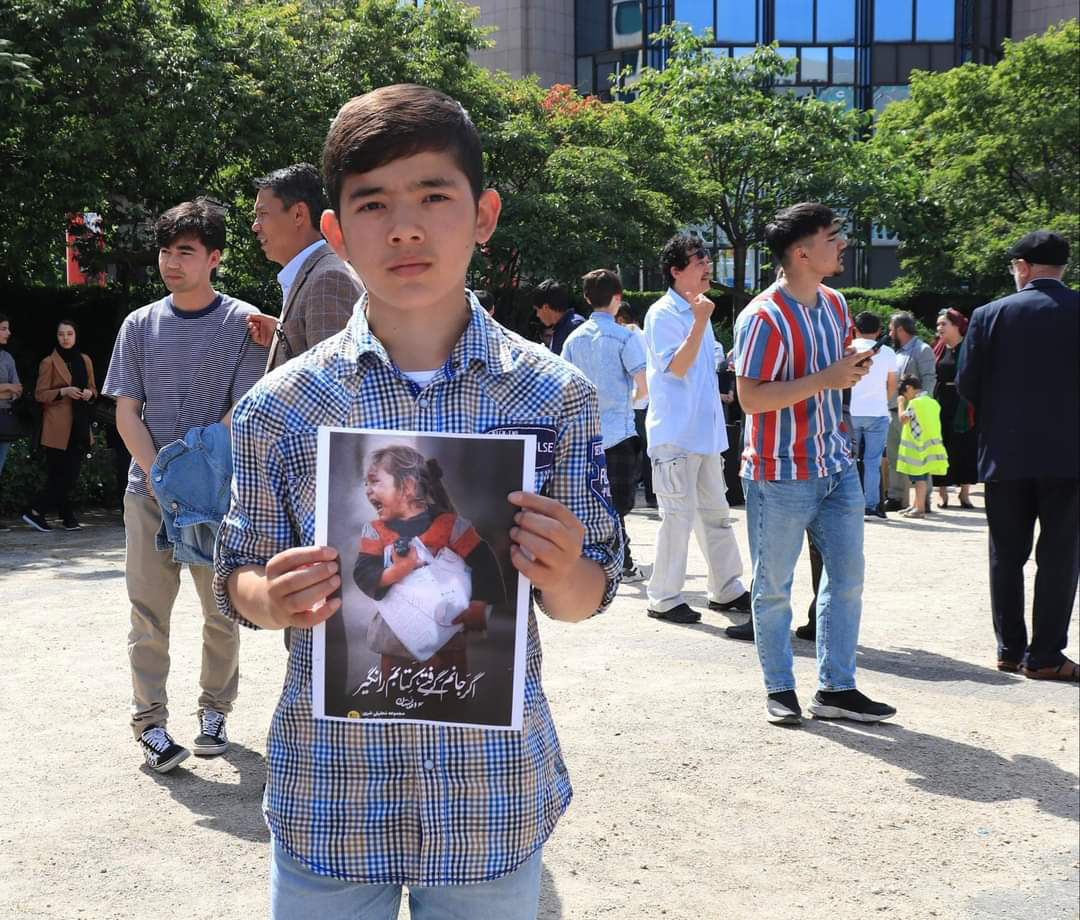
تظاهرات در بروکسل بلژیک علیه آزار و اذیت هزاره‌ها

اقلیت هزاره در کویته، پاکستان مرکز ایالت بلوچستان، پاکستان، بنابر گزارش‌ها قربانی آزار و اذیت و خشونت هستند. بنا به برخی از این گزارش‌ها حداقل ۸۰۰ مرد، زن و کودک هزاره در کویته در سال‌های اخیر جان خود را از دست داده‌اند و بیش از ۱۵۰۰ نفر نیز مجروح شده‌اند. عامل این حملات را گروه مذهبی تندرو پاکستانی، لشکر جهنگوی دانسته‌اند.
هزاره‌ها از سده نوزدهم میلادی در پاکستان زندگی می‌کنند، یعنی از زمانی که به سبب آزار و اذیت‌های امیر عبدالرحمن خان، از هزارستان، افغانستان به هند تحت قیومیت بریتانیا گریختند.

## عاملین
اعمال خشونت‌آمیزی که مسلمانان سنی مذهب و همتایان شیعه مذهبشان را در پاکستان دربرگرفته‌است از ۱۹۸۰ میلادی به بعد مشهود شد. این اعمال بیشتر با تلاش‌های ضیاءالحق در جهت مشروعیت بخشی به دیکتاتوری نظامی اش و از سرازیر شدن اسلحه به این کشور در پی یورش اتحاد جماهیر شوروی به افغانستان اوج گرفت. هرچند عاملین بیشتر اوقات مسئولیت حملاتشان را به عهده نمی‌گیرند، اما تحلیلگران بر این باورند که اخیراً کار سنی‌هایی است که به پرخاشگری روی آورده‌اند و از ایدئولوژی القاعده انگیزه می‌گیرند. تعداد اعمال خشونت‌آمیز در سال‌های اخیر افزایش یافته‌است، هرچند پلیس همه‌شان را درگیری فرقه‌ای نمی‌داند.